# Faramontaos (Ginzo de Limia)
Faramontaos (llamada oficialmente San Salvador de Faramontaos) es una parroquia y un lugar del municipio español de Ginzo de Limia, en la provincia de Orense, Galicia.

## Historia
Hasta la década de 1920, la parroquia perteneció al municipio de Moreiras, que se incorporó al de Ginzo de Limia.

## Organización territorial
La parroquia está formada por una entidad de población:
- Faramontaos

## Demografía
Gráfica demográfica del lugar y parroquia de Faramontaos según el INE español:
| Gráfica de evolución demográfica de Faramontaos entre 2000 y 2022 |
|                                                                   |
| Datos según el nomenclátor publicado por el INE.                  |